# Volta a Catalunya de 1952
La Volta a Catalunya de 1952 fou la 32a edició de la Volta a Catalunya. La prova es disputà en 10 etapes entre el 7 i el 14 de setembre de 1952, amb un total de 1.390 km. El vencedor final fou el català Miquel Poblet, per davant l'italià Adolfo Grosso i el també català Josep Serra.
En aquesta edició es redueixen el nombre d'etapes respecte a les edicions precedents, sent finalment deu les disputades. Amb tot, una d'aquestes etapes es dividí en diferents sectors: dos en el cas de la setena, fent que el nombre total de finals no variés gaire. Es recupera la contrarellotge individual, en la setena etapa, segon sector. Foren 104 els ciclistes inscrits per prendre la sortida, però finalment foren 91 els que van prendre la sortida.
S'estableixen les mateixes bonificacions que l'any anterior.
L'edició fou molt disputada, amb nombrosos canvis de líder i un lideratge que no es va decidir fins a la penúltima etapa, amb final a Berga, en què Miquel Poblet arrabassà el lideratge a Adolfo Grosso de manera definitiva.

## Etapes
| Etapa | Data           | Recorregut                        | km    | Guanyador                | Líder               |
| ----- | -------------- | --------------------------------- | ----- | ------------------------ | ------------------- |
| 1a    | 7 de setembre  | Montjuïc - Montjuïc               | 46,0  | Miquel Poblet (ESP)      | Miquel Poblet (ESP) |
| 2a    | 7 de setembre  | Barcelona - Manresa               | 77,0  | Pere Sant (ESP)          | Pere Sant (ESP)     |
| 3a    | 8 de setembre  | Manresa - Tarragona               | 229,0 | Miquel Poblet (ESP)      | Miquel Poblet (ESP) |
| 4a    | 9 de setembre  | Tarragona - Tortosa               | 171,0 | Pere Sant (ESP)          | Adolfo Grosso (ITA) |
| 5a    | 10 de setembre | Tortosa - Valls                   | 139,0 | Isidoor de Rijck (BEL)   | Adolfo Grosso (ITA) |
| 6a    | 11 de setembre | Valls - Ripoll                    | 212,0 | Miquel Poblet (ESP)      | Miquel Poblet (ESP) |
| 7a A  | 12 de setembre | Ripoll - Tona                     | 43,0  | Giovanni Pettinati (ITA) | Miquel Poblet (ESP) |
| 7a B  | 12 de setembre | Tona - Granollers (CRI)           | 40,0  | Adolfo Grosso (ITA)      | Adolfo Grosso (ITA) |
| 8a    | 12 de setembre | Granollers - Vilanova i la Geltrú | 80,0  | Antoni Gelabert (ESP)    | Adolfo Grosso (ITA) |
| 9a    | 13 de setembre | Vilanova i la Geltrú - Berga      | 217,0 | José Vidal Porcar (ESP)  | Miquel Poblet (ESP) |
| 10a   | 14 de setembre | Berga - Barcelona                 | 136,0 | Isidoor de Rijck (BEL)   | Miquel Poblet (ESP) |

### Etapa 1. Barcelona - Barcelona. 46,0 km
|   | Ciclista        | Equip            | Temps      |
| - | --------------- | ---------------- | ---------- |
| 1 | Miquel Poblet   | Canals & Nubiola | 1h 08' 48" |
| 2 | Miquel Gual     | Balanzas Berkel  | m. t.      |
| 3 | Francesc Massip | Conservas Puig   | m. t.      |

|   | Ciclista        | Equip            | Temps      |
| - | --------------- | ---------------- | ---------- |
| 1 | Miquel Poblet   | Canals & Nubiola | 1h 07' 38" |
| 2 | Miquel Gual     | Balanzas Berkel  | + 30"      |
| 3 | Francesc Massip | Conservas Puig   | m. t.      |

### Etapa 2. Barcelona - Manresa. 62,0 km
|   | Ciclista        | Equip   | Temps      |
| - | --------------- | ------- | ---------- |
| 1 | Pere Sant       | Osborne | 1h 39' 30" |
| 2 | Vicent Iturat   | Osborne | m. t.      |
| 3 | Gilbert Vermote |         | m. t.      |

|   | Ciclista        | Equip           | Temps      |
| - | --------------- | --------------- | ---------- |
| 1 | Pere Sant       | Osborne         | 2h 46' 58" |
| 2 | Miquel Gual     | Balanzas Berkel | + 40"      |
| 3 | Francesc Massip | Conservas Puig  | m. t.      |

### Etapa 3. Manresa - Tarragona. 229,0 km
|   | Ciclista      | Equip               | Temps      |
| - | ------------- | ------------------- | ---------- |
| 1 | Miquel Poblet | Canals & Nubiola    | 7h 07' 50" |
| 2 | Adolfo Grosso | Fútbol de Sobremesa | + 02"      |
| 3 | Andreu Trobat | Balanzas Berkel     | + 03"      |

|   | Ciclista      | Equip               | Temps      |
| - | ------------- | ------------------- | ---------- |
| 1 | Miquel Poblet | Canals & Nubiola    | 9h 54' 38" |
| 2 | Adolfo Grosso | Fútbol de Sobremesa | + 52"      |
| 3 | Josep Serra   | Canals & Nubiola    | + 01' 34"  |

### Etapa 4. Tarragona - Tortosa. 171,0 km
|   | Ciclista            | Equip           | Temps      |
| - | ------------------- | --------------- | ---------- |
| 1 | Pere Sant           | Osborne         | 4h 50' 15" |
| 2 | Miquel Gual         | Balanzas Berkel | m. t.      |
| 3 | Alfons Vandenbrande |                 | m. t.      |

|   | Ciclista      | Equip               | Temps       |
| - | ------------- | ------------------- | ----------- |
| 1 | Adolfo Grosso | Fútbol de Sobremesa | 14h 45' 45" |
| 2 | Josep Serra   | Canals & Nubiola    | + 42"       |
| 3 | Miquel Poblet | Canals & Nubiola    | + 01' 26"   |

### Etapa 5. Tortosa - Valls. 139,0 km
|   | Ciclista         | Equip           | Temps      |
| - | ---------------- | --------------- | ---------- |
| 1 | Isidoor de Rijck |                 | 3h 41' 27" |
| 2 | Francesc Alomar  | Balanzas Berkel | + 05' 45"  |
| 3 | Agustí Miró      | UC Terrassa     | + 05' 46"  |

|   | Ciclista      | Equip               | Temps       |
| - | ------------- | ------------------- | ----------- |
| 1 | Adolfo Grosso | Fútbol de Sobremesa | 18h 38' 53" |
| 2 | Josep Serra   | Canals & Nubiola    | + 01' 11"   |
| 3 | Miquel Poblet | Canals & Nubiola    | + 01' 33"   |

### Etapa 6. Valls - Ripoll. 221,0 km
|   | Ciclista      | Equip            | Temps      |
| - | ------------- | ---------------- | ---------- |
| 1 | Miquel Poblet | Canals & Nubiola | 6h 36' 50" |
| 2 | Miquel Gual   | Balanzas Berkel  | m. t.      |
| 3 | Vicent Iturat | Osborne          | + 01' 07"  |

|   | Ciclista      | Equip               | Temps       |
| - | ------------- | ------------------- | ----------- |
| 1 | Miquel Poblet | Canals & Nubiola    | 25h 15' 36" |
| 2 | Adolfo Grosso | Fútbol de Sobremesa | + 01' 52"   |
| 3 | Josep Serra   | Canals & Nubiola    | + 02' 35"   |

### Etapa 7. (7A Ripoll-Tona 43 km) i (7B Tona-Granollers 40 km)
|   | Ciclista           | Equip               | Temps      |
| - | ------------------ | ------------------- | ---------- |
| 1 | Giovanni Pettinati | Fútbol de Sobremesa | 1h 23' 05" |
| 2 | René Marigil       | UD Aurora           | m. t.      |
| 3 | Josep Mateo        | Conservas Puig      | + 03"      |

|   | Ciclista      | Equip               | Temps    |
| - | ------------- | ------------------- | -------- |
| 1 | Adolfo Grosso | Fútbol de Sobremesa | 52' 38"  |
| 2 | Primo Volpi   | Fútbol de Sobremesa | + 39"    |
| 3 | Miquel Gual   | Balanzas Berkel     | + 1' 19" |

|   | Ciclista           | Equip               | Temps      |
| - | ------------------ | ------------------- | ---------- |
| 1 | Giovanni Pettinati | Fútbol de Sobremesa | 2h 18' 03" |
| 2 | Adolfo Grosso      | Fútbol de Sobremesa | + 15"      |
| 3 | Primo Volpi        | Fútbol de Sobremesa | + 54"      |

|   | Ciclista      | Equip               | Temps       |
| - | ------------- | ------------------- | ----------- |
| 1 | Adolfo Grosso | Fútbol de Sobremesa | 27h 35' 06" |
| 2 | Miquel Poblet | Canals & Nubiola    | + 46"       |
| 3 | Josep Serra   | Canals & Nubiola    | + 03' 38"   |

### Etapa 8. Granollers - Vilanova i la Geltrú. 80,0 km
|   | Ciclista        | Equip            | Temps      |
| - | --------------- | ---------------- | ---------- |
| 1 | Antoni Gelabert | Canals & Nubiola | 2h 11' 57" |
| 2 | Armand Baeyens  |                  | + 05"      |
| 3 | Joan Crespo     | Botas Cumbre     | + 08"      |

|   | Ciclista      | Equip               | Temps       |
| - | ------------- | ------------------- | ----------- |
| 1 | Adolfo Grosso | Fútbol de Sobremesa | 29h 47' 23" |
| 2 | Miquel Poblet | Canals & Nubiola    | + 26"       |
| 3 | Josep Serra   | Canals & Nubiola    | + 03' 38"   |

### Etapa 9. Vilanova i la Geltrú - Berga. 226,0 km
|   | Ciclista             | Equip            | Temps      |
| - | -------------------- | ---------------- | ---------- |
| 1 | Josep Vidal i Porcar | Conservas Puig   | 7h 33' 00" |
| 2 | Francesc Alomar      | Balanzas Berkel  | + 02' 30"  |
| 3 | Miquel Poblet        | Canals & Nubiola | + 04' 55"  |

|   | Ciclista      | Equip               | Temps       |
| - | ------------- | ------------------- | ----------- |
| 1 | Miquel Poblet | Canals & Nubiola    | 37h 24' 44" |
| 2 | Adolfo Grosso | Fútbol de Sobremesa | + 01' 04"   |
| 3 | Josep Serra   | Canals & Nubiola    | + 05' 11"   |

### Etapa 10. Berga - Barcelona. 136,0 km
|   | Ciclista         | Equip            | Temps      |
| - | ---------------- | ---------------- | ---------- |
| 1 | Isidoor de Rijck |                  | 4h 27' 21" |
| 2 | Miquel Poblet    | Canals & Nubiola | + 26"      |
| 3 | Miquel Gual      | Balanzas Berkel  | m. t.      |

|   | Ciclista      | Equip               | Temps       |
| - | ------------- | ------------------- | ----------- |
| 1 | Miquel Poblet | Canals & Nubiola    | 41h 51' 51" |
| 2 | Adolfo Grosso | Fútbol de Sobremesa | + 01' 44"   |
| 3 | Josep Serra   | Canals & Nubiola    | + 05' 58"   |

## Classificació final
| Pos. | Ciclista                  | Club                | Temps       |
| ---- | ------------------------- | ------------------- | ----------- |
| 1    | Miquel Poblet (ESP)       | Canals & Nubiola    | 41h 51' 51" |
| 2    | Adolfo Grosso (ITA)       | Fútbol de Sobremesa | + 1' 44"    |
| 3    | Josep Serra (ESP)         | Canals & Nubiola    | + 5' 58"    |
| 4    | Isidoor de Rijck (BEL)    |                     | + 6' 33"    |
| 5    | Miquel Gual (ESP)         | Balanzas Berkel     | + 6' 34"    |
| 6    | Francesc Masip (ESP)      | Conservas Puig      | + 8' 05"    |
| 7    | Primo Volpi (ITA)         | Fútbol de Sobremesa | + 8' 22"    |
| 8    | Bernardo Ruiz (ESP)       | Canals & Nubiola    | + 10' 11"   |
| 9    | Andreu Trobat (ESP)       | Balanzas Berkel     | + 11' 11"   |
| 10   | Alfons Vandenbrande (BEL) |                     | + 11' 39"   |

## Classificacions secundàries
| Pos. | Ciclista             | Equip            | Punts |
| ---- | -------------------- | ---------------- | ----- |
| 1    | Miquel Poblet (ESP)  | Canals & Nubiola | 33    |
| 2    | Francesc Masip (ESP) | Conservas Puig   | 22    |
| 3    | Jesús Loroño (ESP)   | Canals & Nubiola | 18    |

| Pos. | Equip               | Temps |
| ---- | ------------------- | ----- |
| 1    | Canals & Nubiola    |       |
| 2    | Fútbol de Sobremesa |       |
| 3    | Balanzas Berkel     |       |